# Stanisław Gomoliński
Stanisław Gomoliński (gest. 1604, Polen-Litauen) war römisch-katholischer Bischof von Kamienec Podolski (1589–1591), Chełm (1591–1600) und Łuck (1600–1604).
Er studierte 1559 in Wittenberg. Später war er Sekretär des polnischen Königs.
1580 wurde er zum Priester geweiht, 1583 wurde er Kanoniker in Krakau und 1589 in Sandomierz. In diesem Jahr wurde er Bischof von Kamienec.
1591 wurde Stanisław Gomoliński Bischof von Chełm. Er war an der Gründung der Zamoyski-Akademie in Zamość beteiligt und wurde 1595 in deren Gründungsstatut von Papst Clemens III. genannt. Auch das Dominikanerkloster in Janów Podlaski wurde mit seiner Unterstützung errichtet.
Seit 1594 war er an Gesprächen der römisch-katholischen Kirche mit den orthodoxen Bischöfen in Polen-Litauen über ein Zusammengehen beteiligt und unterzeichnete 1596 die Union von Brest.
1600 wurde Stanisław Gomoliński Bischof von Łuck. Er ließ in dieser Zeit den Bischofspalast in Krasny Staw erbauen. 1604 starb er.